# Синклер, Алистер
А́листер Си́нклер (англ. Alistair Sinclair; род. 1959) — шотландский кёрлингист.

## Достижения
- Чемпионат Европы по кёрлингу: золото (1980).
- Чемпионат Шотландии по кёрлингу среди мужчин: золото (1980).

## Команды
| Сезон   | Четвёртый        | Третий          | Второй         | Первый          | Турниры                      |
| ------- | ---------------- | --------------- | -------------- | --------------- | ---------------------------- |
| 1979—80 | Бартон Хендерсон | Грейг Хендерсон | Билл Хендерсон | Алистер Синклер | ЧШМ 1980 · ЧМ 1980 (8 место) |
| 1980—81 | Бартон Хендерсон | Грейг Хендерсон | Билл Хендерсон | Алистер Синклер | ЧЕ 1980                      |

(скипы выделены полужирным шрифтом)